# Entosphenus macrostomus
Entosphenus macrostomus is een kaakloze vissensoort uit de familie van de prikken (Petromyzontidae). De wetenschappelijke naam van de soort is voor het eerst geldig gepubliceerd in 1982 door Beamish.

## Galerij

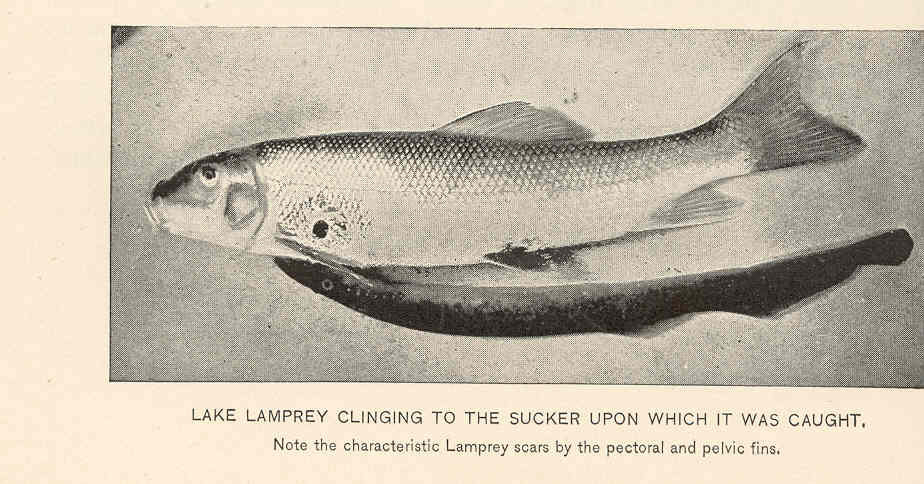
Entosphenus macrostomus op een vis